# Armando Diaz
Armando Diaz (5. prosince 1861, Neapol – 29. února 1928, Řím) byl italský generál za první světové války. Po porážce v bitvě u Caporetta se stal vrchním velitelem Italské armády.

## Mládí
Absolvoval vojenské akademie v Neapoli a Turíně, působil u pěchoty. Později působil v generálním štábu.

## První světová válka
V roce 1914 dosáhl hodnosti generálmajora. Nejdříve velel 49. divizi, později v roce 1917 velel sboru. Po porážce u Caporetta v listopadu 1917 nahradil gen. Luigiho Cadornu a stal se velitelem celé Italské armády. V roce 1918 zvítězil u Vittorio Veneta.

## Ministr války
Po nástupu Mussoliniho byl ministrem války v jeho vládě v letech 1922 až 1924. Zemřel v roce 1928 v Římě v hodnosti maršála.